# Bou
För andra betydelser, se Bou (olika betydelser).
Bou är en kommun i departementet Loiret i regionen Centre-Val de Loire strax norr Frankrikes mitt. Kommunen ligger i kantonen Chécy som tillhör arrondissementet Orléans. År 2022 hade Bou 1 019 invånare.

## Befolkningsutveckling
Antalet invånare i kommunen Bou
| Referens: INSEE |